# Página tapiz

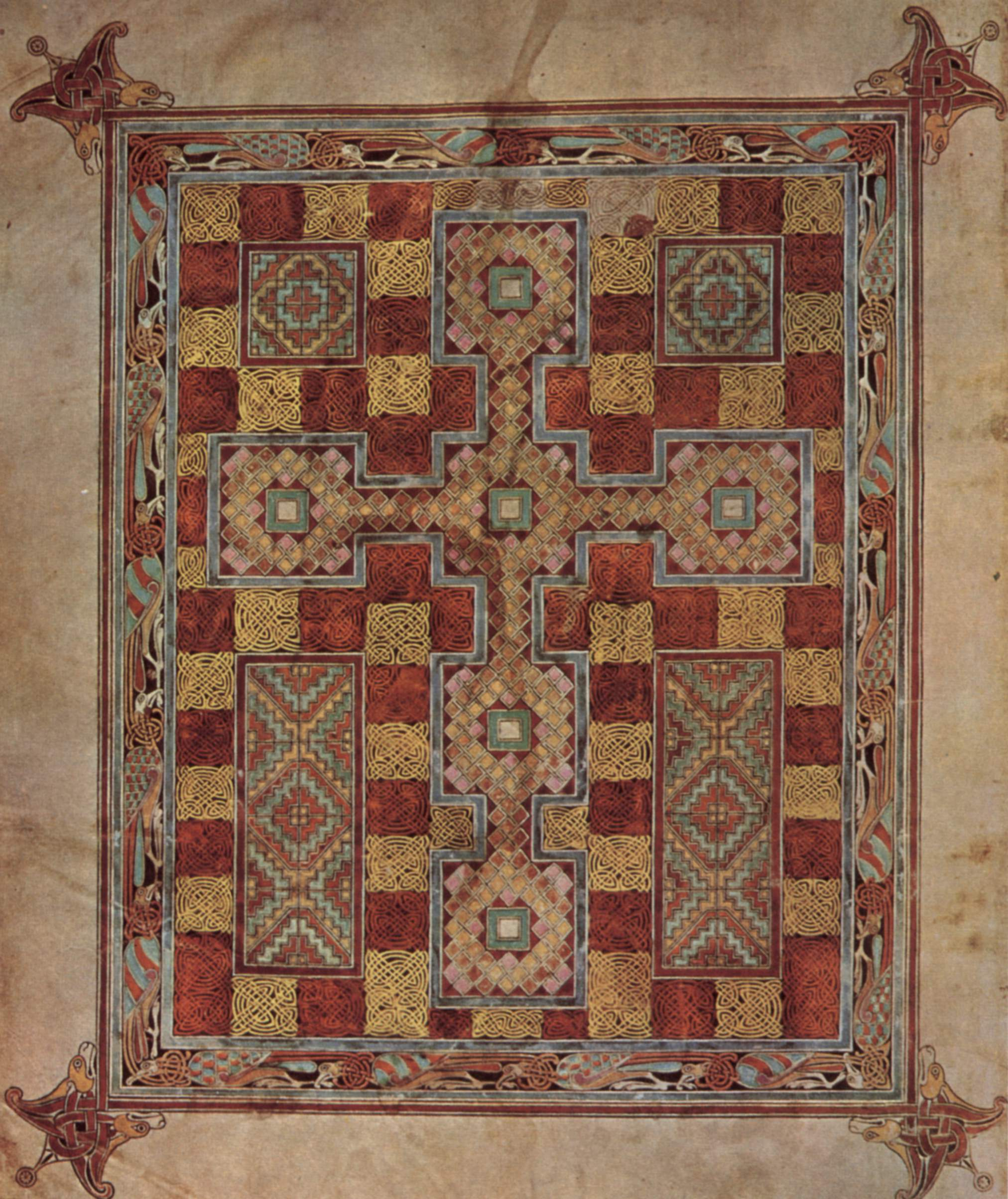
Página tapiz de los Evangelios de Lindisfarne

 Las páginas tapiz, en inglés carpet pages, son uno de los rasgos característicos de los manuscritos ilustrados del arte hiberno-sajón. Son páginas que presentan principalmente una ornamentación con figuras geométricas, pueden incluir formas de animales repetidas, situadas habitualmente al principio de cada uno de los cuatro evangelios en los evangeliarios. La denominación "página tapiz" se usa para describir las páginas de los manuscritos ilustrados cristianos, islámicos o hebreos, que contienen poco o ningún texto y están enteramente ocupados por motivos decorativos. Difieren de las páginas consagradas a las letras historiadas a pesar de que el estilo de su decoración puede presentar similitudes.
Las páginas tapiz están enteramente dedicadas a la ornamentación con brillantes colores y complejos diseños de líneas entrelazadas. Son normalmente simétricas, o casi, respecto tanto al eje horizontal como al eje vertical, a pesar de que el ejemplo presentado a la derecha solo contiene simetría vertical. Algunos historiadores del arte señalan a las páginas decorativas de los libros coptos como origen de las páginas tapiz. y también se inspiran claramente de las decoraciones usadas en el trabajo artístico de los metales en aquella época. A su vez, los tapices orientales y otros textiles pueden haber influenciado los diseños. La encuadernación en cuero estampada del Evangelio de Stonyhurst representa una página tapiz simple en otro soporte y también existe una analogía cercana con los pocos cofres o cubiertas de metal que se conservan del mismo periodo, como los de los Evangelios de Lindau. Los mosaicos romanos observados en los suelos de la Britania posromana tambiéns son citados como una posible fuente de inspiración. El Codex Cairensis hebreo de Galilea, del siglo IX, también contiene un tipo de página similar pero de estilo muy diferente.
El ejemplo más antiguo que se conserva, el Bobbio Orosius, data del siglo VII y está relacionado más estrechamente con la decoración de la Antigüedad tardía. Hay notables páginas tapiz en el Libro de Kells, los Evangelios de Lindisfarne, el Libro de Durrow y otros manuscritos.
Actualmente, los calígrafos modernos utilizan el término página tapiz para describir las páginas de un manuscrito que están completamente cubiertas por estampados, más que para referirse a las historiaciones de los manuscritos iluminados.

## Galería

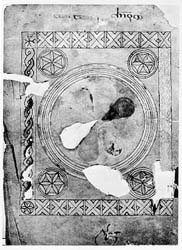
Folio 1v del Bobbio Orosius del siglo VII, contiene la página tapiz más antigua que se conserva en un manuscrito hiberno-sajón.
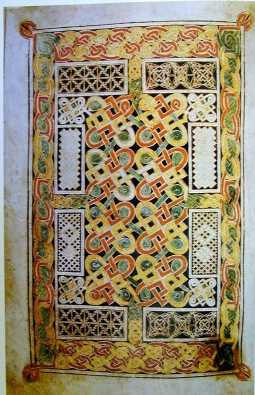
Ejemplo temprano de arte hiberno-sajón en el Libro de Durrow
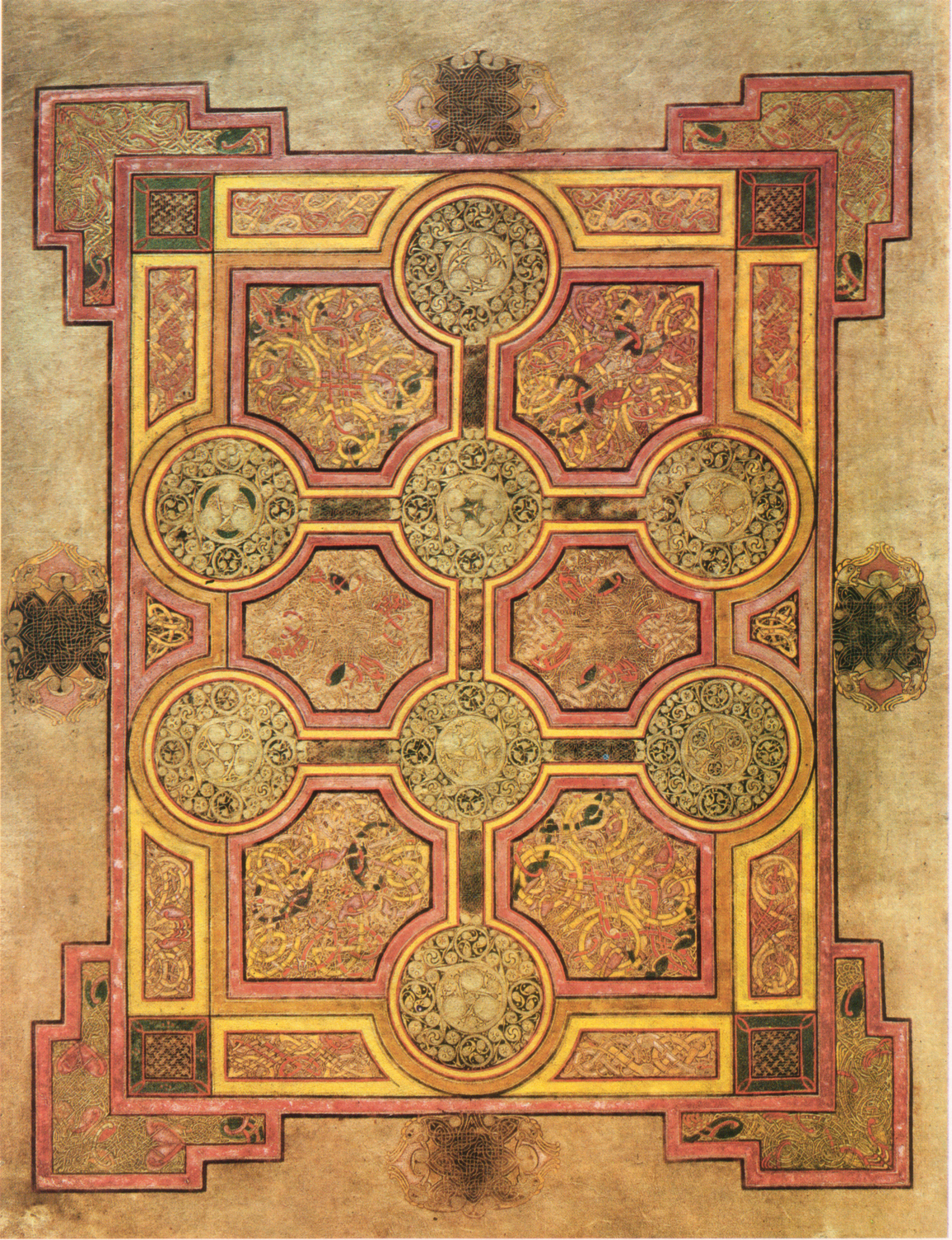
Página tapiz en el Libro de Kells.
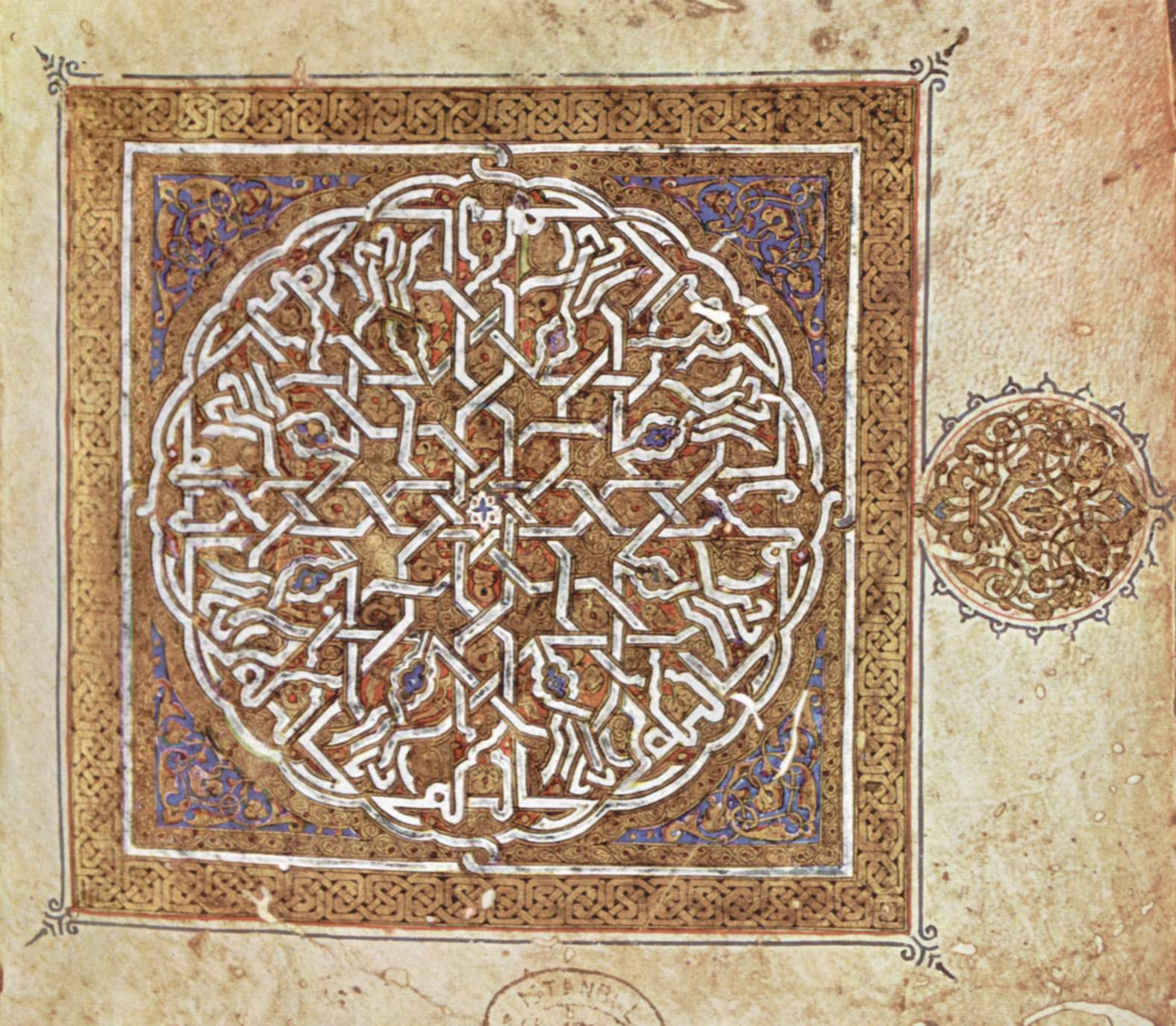
Página tapiz árabe del año 1180.
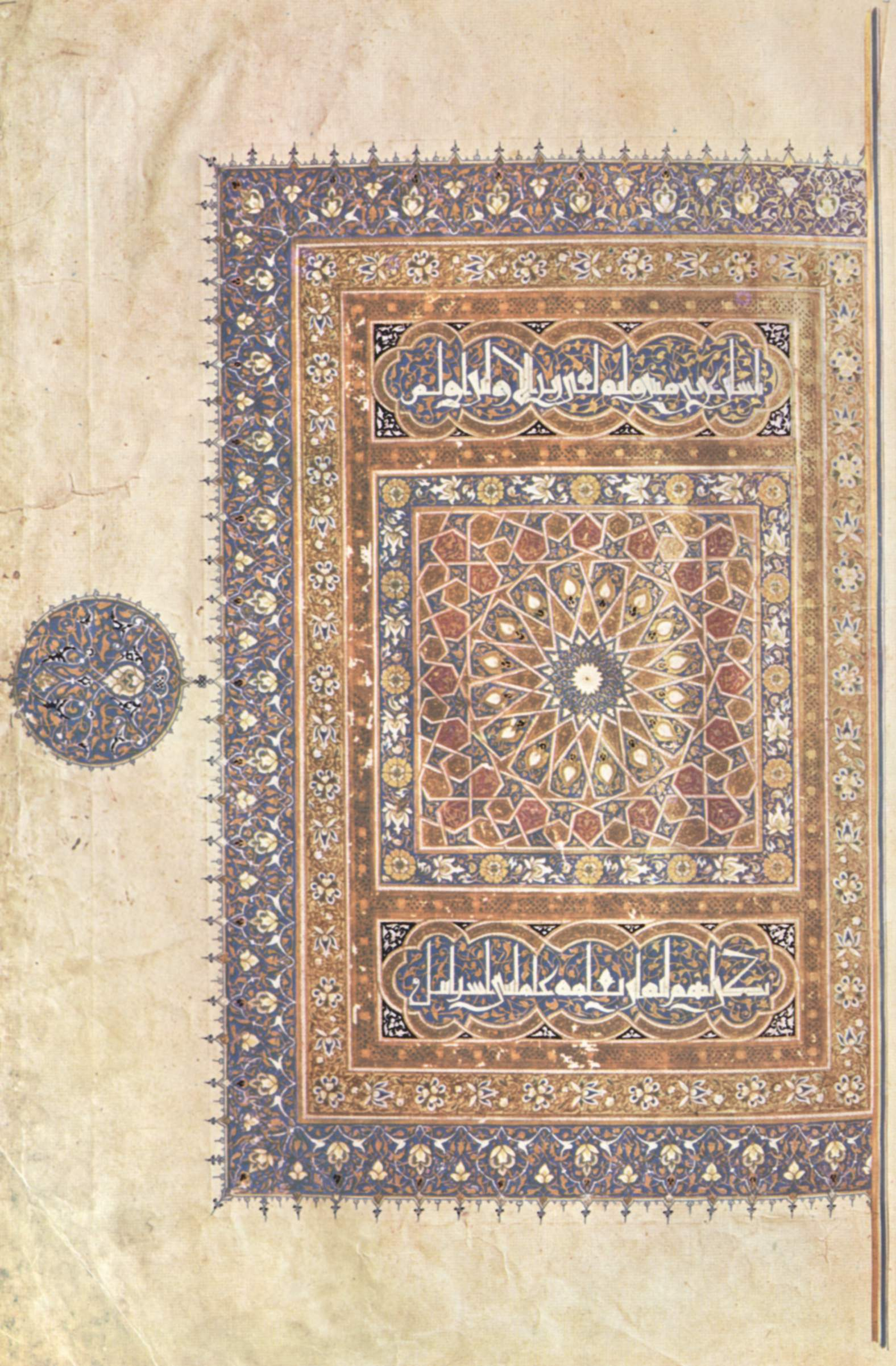
Página tapiz árabe del año 1375.
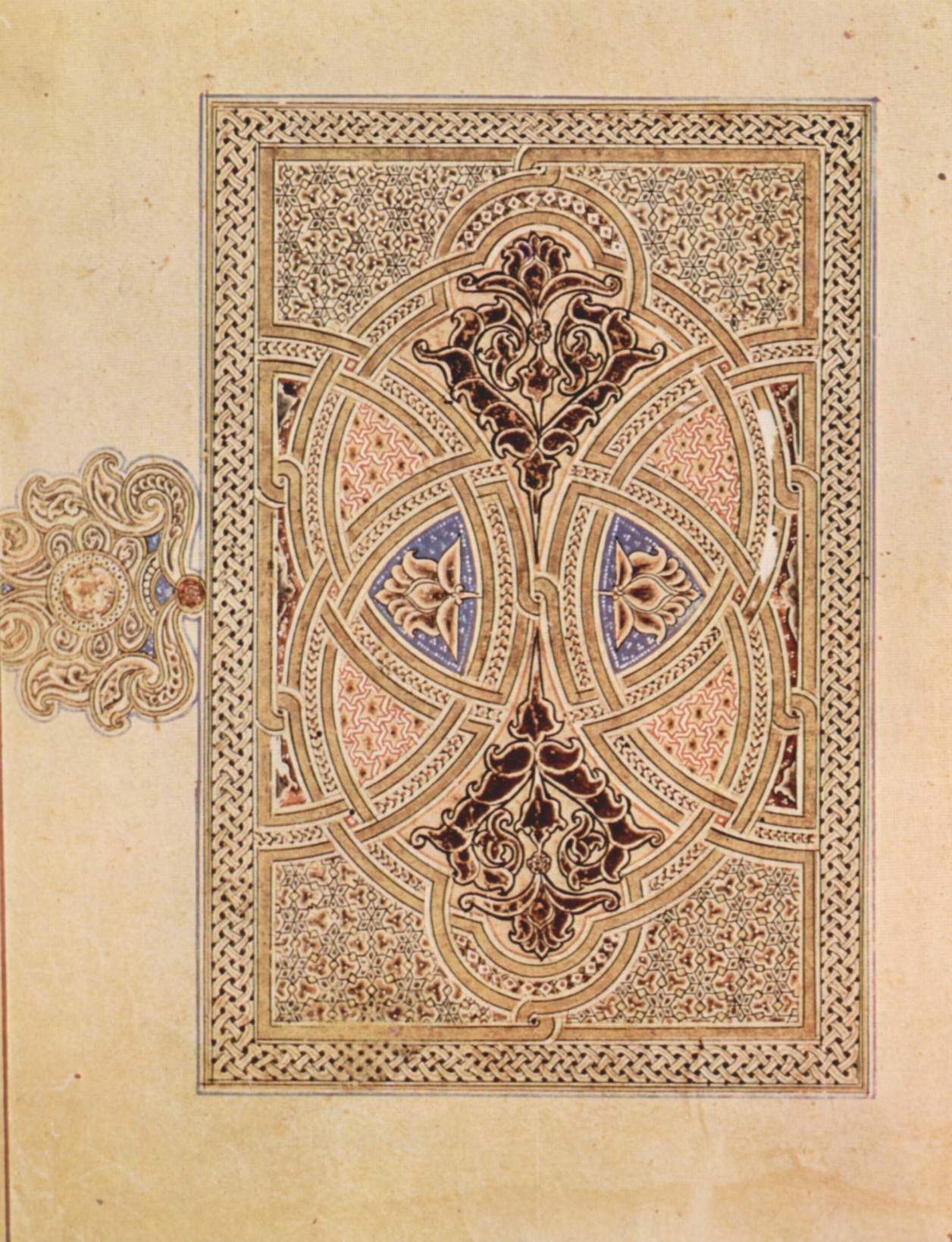
Página tapiz Al-Bawwâb.
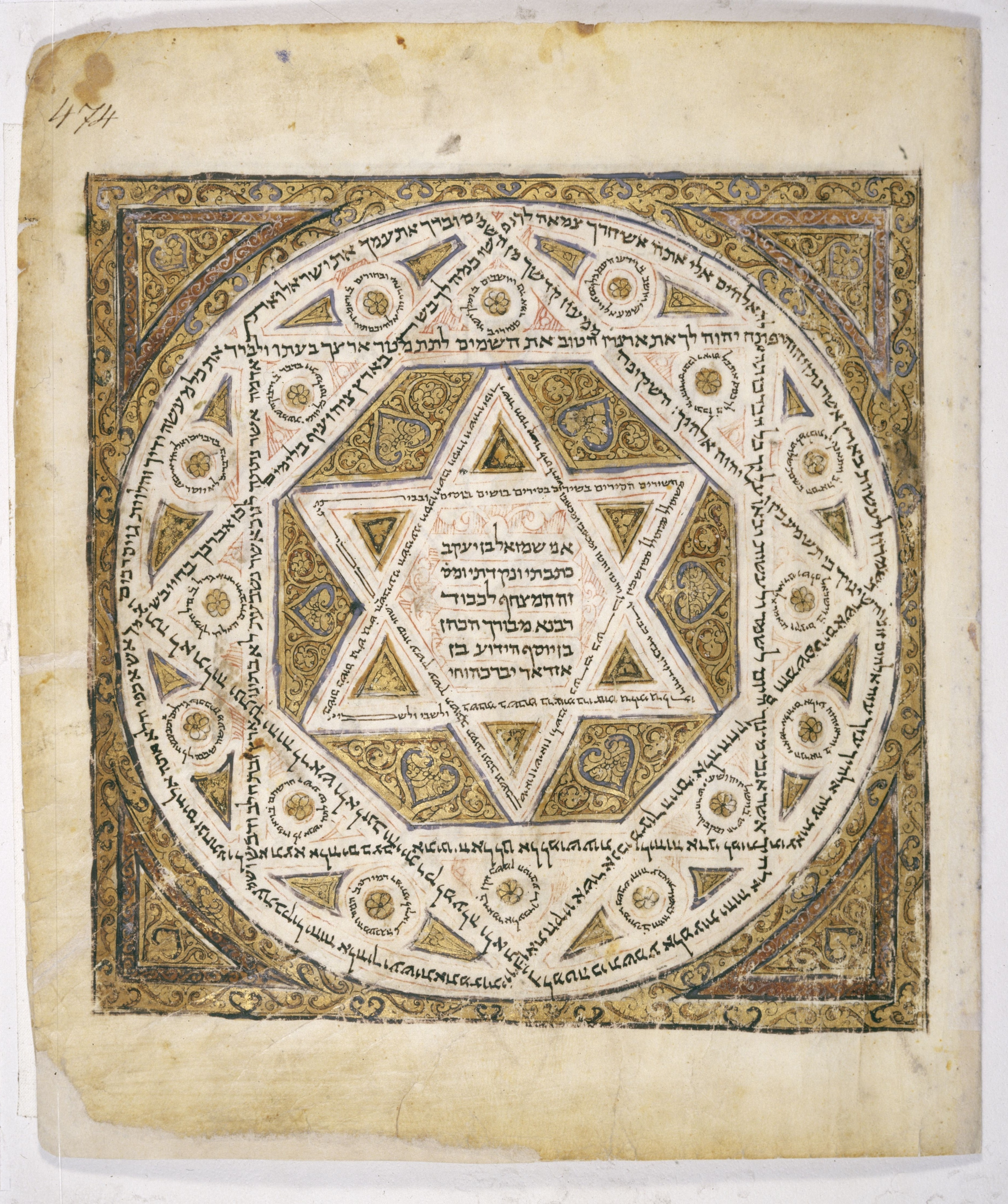
Página tapiz del Códice de Leningrado.